# Бергіш-Гладбах
Бергіш-Гладбах (Bergisch Gladbachⓘ) — місто в Німеччині, у землі Північний Рейн-Вестфалія. Знаходиться на протилежному від Кельна берегу річки Рейн, приблизно за 10 кілометрів на схід від нього.
Населення — близько 109,000 жителів (2012). Бергіш-Гладбах, однак, належить до найменших «великих» міст землі Північний Рейн-Вестфалія. У своєму сучасному статусі місто виникло 1 січня 1975 р. в рамках районної реформи землі Північний Рейн-Вестфалія, коли старе місто Бергіш-Гладбах разом із містом Абенсберг і місцевістю Шільдген, яка тоді належала громаді Оденталь, було об'єднано у нове місто Бергіш-Гладбах (див. § 2 Кельнського Закону). Таке злиття стало передумовою того, що кількість жителів міста у 1977 перетнула позначку 100.000.
До початку XX століття на території міста видобувалася залізна руда. Місцевий ресторан Vendome визнаний у 2011 році одним з 25 найкращих ресторанів світу (21-е місце за версією британського спеціалізованого журналу «Ресторан».
У місті розташована приватна любительська Обсерваторія Бергіш-Гладбах, у якій було відкрито близько 400 астероїдів.

## Географія

### Географія
Бергіш-Гладбах розташований близько 10 кілометрів на схід від річки Рейн на гористій західній межі нижньорейнського заливу. Із заходу місто межує із Кельном. Найвищою точкою міської території є Драйшпрінген (♁50° 58′ N, 7° 13′ O) 267,3 м над середнім рівнем моря (абсолютним нулем топографічної карти), у той час, як найнижча точка розташована на захід від Рефрату на очисній станції Бенінгсфельд — 51,2 м над середнім рівнем моря. Найбільша протяжність території міста становить 12 км у північно-південному напрямку та 14 км у західно-східній площині.

### Сусідні адміністративно-територіальні одиниці
Такі міста й поселення межують із містом Бергіш-Гладбах (перелік здійснюється за рухом годинникової стрілки, починаючи з півночі): Оденталь, Кюртен, Оверат та Ресрат (усі в землі Північний Рейн-Вестфалія), а також Кельн та Леверкузен (обидва міста не входять до складу району).

### Поділ міста
Місто Бергіш-Гладбах не поділяється на міські райони із окремими районними представництвами. З метою зручності місто поділене на шість міських округів, які є пронумерованими по ходу їх розташування та підрозділяються на менші райони, що мають власні назви. Дані райони також часто позначаються як частини міста. Зазвичай мова йде про назви для колись менших поселень, із яких розвинулося сьогоднішнє місто чи про райони новобудов, назви яких дозволяють краще орієнтуватися на місцевості із плином часу. Район Бернсберг із усіма районами до 1975 року був незалежним містом. Район Шільдген до 1975 року належав до общини Оденталь.

## Історія

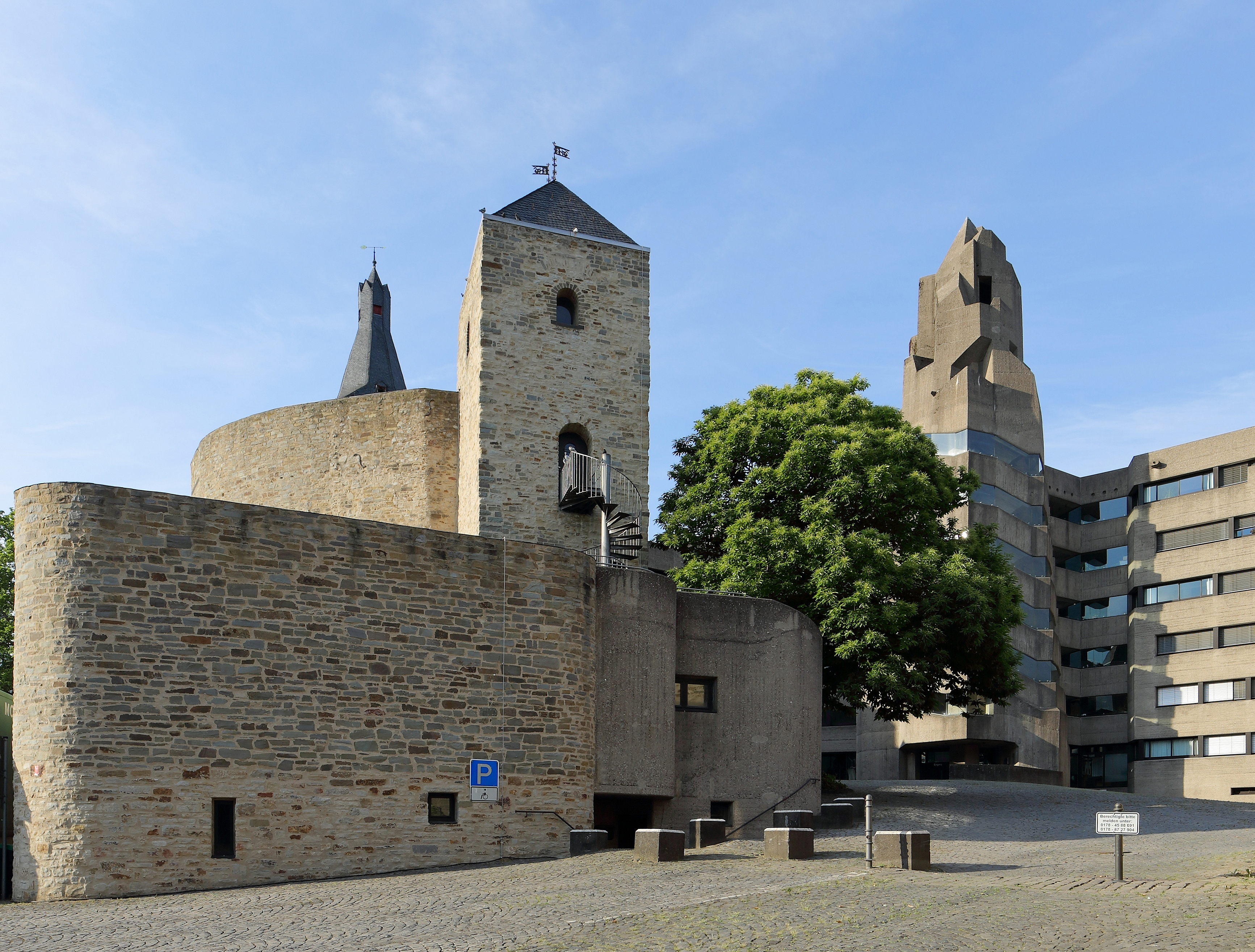
Старий замок і міська рада Бенсберга

Старе місто Бергіш-Гладбах вперше згадується в документах у 1271 році як Глядебаг (Gladebag). Пізніше дана місцевість стала центром окремого району, що об'єднав у собі багато населених пунктів. Район належав графству Берг та управлявся амтманом (окружним начальником) із м. Порц. У 1806 даний регіон перейшов до складу володінь Франції, пізніше у 1808 приєднався до Великого герцогства Берг, а у 1815 році став частиною Пруссії. В рамках Прусської Імперії ця територія спершу відійшла до провінції Юліх-Клеве-Берг, а у 1822 році — до Рейнської провінції Пруссії. Будучи частиною Пруссії, вказані поселення належали також до району Мюльгайм-на-Рейні.
У 1848 році на поштовому штемпелі вперше згадується варіант назви міста з додатком Бергіш, після чого впродовж 19 століття така назва починає згадуватися все частіше. У 1856 Бергіш-Гладбах здобуває правовий статус міста. Молоде місто нараховувало близько 5000 жителів. З 1863 року місто одержало офіційну назву Бергіш-Гладбах, аби його не плутали з іншим Гладбахом, що став носити ім'я Менхенгладбах.
Після того, як у 1914 році місто Мюльгайм-на-Рейні було інтегровано у місто Кельн, із району Мюльгайм, що зостався нічийним, та району Віпперфюрт у 1932 році сформовано район Райніш-Бергішер. Місто Бергіш-Гладбах стало адміністративним центром району. Друга Світова Війна пощадила Бергіш-Гладбах та прилеглі території, оскільки їх не було значною мірою зруйновано. 1 січня 1975 року в ході Районної реформи Бергіш-Гладбах та Бенсберг об'єднано у єдине місто Бергіш-Гладбах, за винятком східного району Шільдген.[3] Місто і надалі залишалося адміністративним центром зростаючого району Райніш-Бергішер. Кількома роками пізніше (1977 р.) чисельність населення Бергіш-Гладбах перетнула позначку у понад сто тисяч жителів, що надало місту статусу «великого».
Із об'єднанням двох міст Бергіш-Гладбах та Бенсберг у одне нове у 1975 році виникла необхідність у організації нових структур. Було прийнято рішення здійснити адміністративний поділ відповідно до житлових кварталів. Такий поділ не збігався з раніше прийнятним розмежуванням території переповненого жителями міста. Для прикладу, кожне із міст мало свій центр, який більше не було сенсу так називати. Новий житловий квартал Бенсберг, разом із своїм центром, зберіг за собою старе ім'я. «Центр» старого міста Бергіш-Гладбах отримав назву Гладбах. Така зміна, однак, призвела до непорозумінь, не усім було зрозуміло що саме тепер мається на увазі. Таким чином, 12 січня 1999 року міською радою Бергіш-Гладбах прийнято рішення про те, що назва Бергіш-Гладбах повинна бути застосована до всієї території міста. Кварталу Гладбах міською радою присвоєно назву Центр міста. Цей квартал насправді не містить справжнього «центру», тільки площу Конрада Аденауера. Даний квартал є дуже великим за площею і частково поглинув райони інших колишніх частин міста. Для прикладу, колишній район міста Гронау спершу належав до «Дрішер Кройц». В рамках нового поділу Гронау віднесено до Бандаму. Територію, що знаходилася між цими двома районами, та Гронауерський паб (Gronauer Wirtshaus) прийнято рішення вважати центром міста. Навіть паркове поселення Гронауервальд за новим поділом належало до Хфйдкемп. Такий перелік можна і далі продовжувати.[2]
Міський архів Бергіш-Гладбаху містить усю інформацію про такі зміни у житті міст Бергіш-Гладбах (старе та нове місто) та Бенсберг, їхніх кварталів та адміністративно-територіальних одиниць-попередників. Інформація є доступною для широкого загалу. Розташований у центрі міста міський архів пропонує також цілу серію книг, що розповідають історію міста.

## Релігія

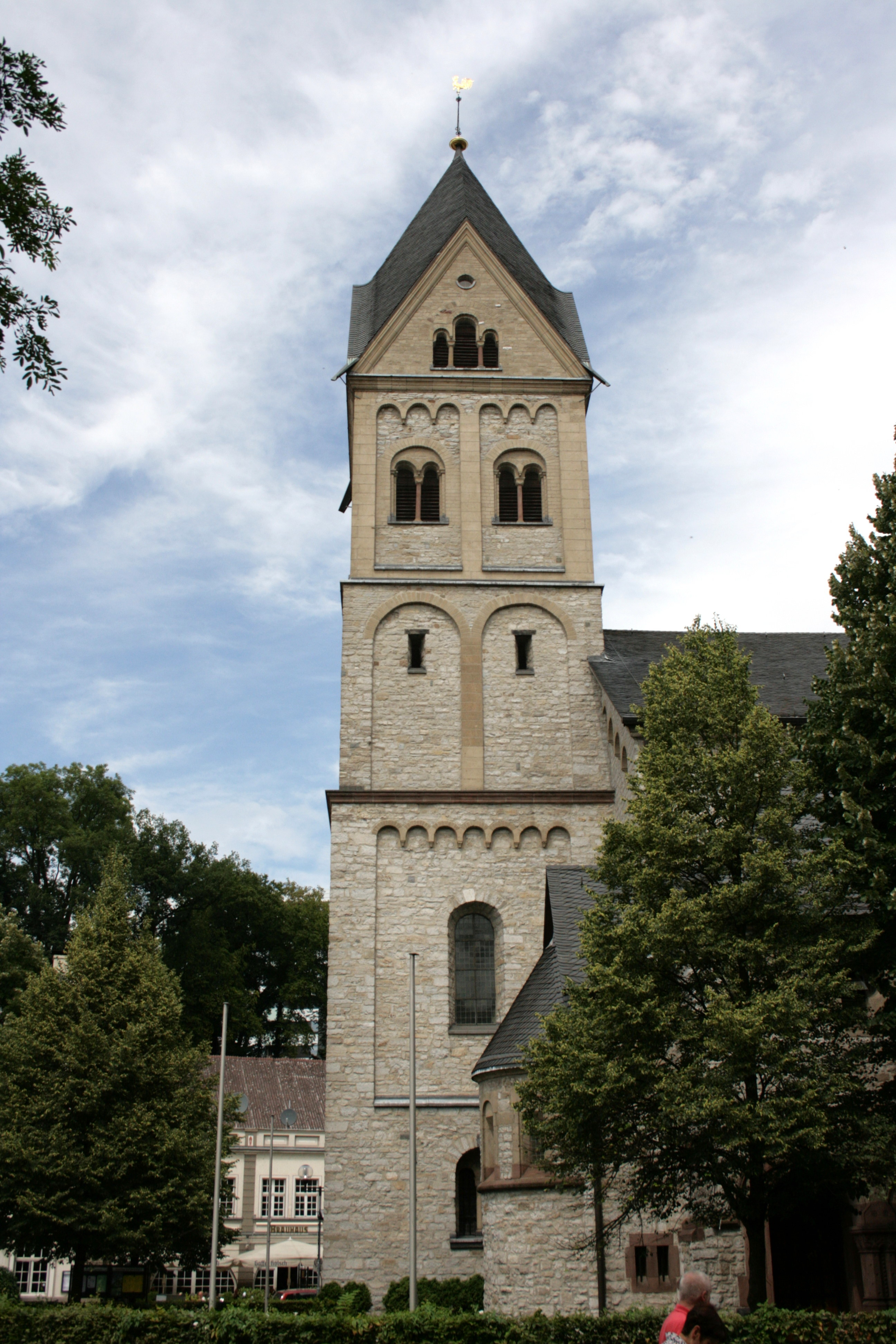
Кірха Святого Лаврентія

Район теперішнього великого міста Бергіш-Гладбах спершу належав до архієпископства міста Кельн, а отже до архідияконату старшого пастора Св. Куніберта, деканатство Дойтс. Найстарішою прихожанською церквою міського округу була церква Св. Климента у м. Паффрат. До парафії церкви Св. Климента пізніше приєднується Гладбах і Санд, а у 19 та 20 столітті і Гебборн у 1912 р. та Гронау у 1926 р. Із 1827 року увесь католицький церковний прихід підпадає під деканство району Мюльгайм-на-Рейні. У 1896 році Бензберг стає столицею деканства. Станом на сьогоднішній день церковний прихід міста підпадає під парафію деканства Бергіш-Гладбах.
Сьогоднішні католицькі церкви міста включають церкву Св. Лаврентія (центр міста), церкву Св. Марін (Гронау), церкву Богоявлення (Гебборн), церкву Св. Конрада (Ханд), церкву Св. Іосипа (Хайдкамп), церкву Св. Климента (Паффрат), церкву Св. Северина (Санд), церкву Серця Ісуса (Шільдген), церкву Св. Іоана Хрестителя (Херренструнден), церкву Св. Миколая (Бенсберг), церкву Св. Марії Терезії (Франкенфорст), церкву Св. Антонія Великого (Херкенрат), церкву Св. Йосипа (Мойтцфельд), церкву Св. Єлизавети (Рефрат) та церкву Св. Іоана Хрестителя (Рефрат).
У 1582 році у м. Бергіш-Гладбах розпочинається реформаційний рух. До 1589 року вони належали до синоду Бергіш. Із 1610 р. по 1621 р. у містах Бергіш-Гладбах та Бенсберг головував настоятель із реформаційними поглядами. Члени громади покинули церкву Бенсберга. Однак амтман (окружний начальник) Бергішу у 1618 р. повертає церкву католикам, після чого графство Берг знову навертається до католицизму. У подальшому територія залишається католицькою із подальшими проявами протестантизму. До 1638 року у Бенсбергу створено ще одну «таємну» общину, що поширила свою діяльність у межах усієї території Мюльгайм-на-Рейні.
У 1775 власник компанії із паперового виробництва, Ѓайнріх Шнабель (Heinrich Schnabel) заснував у місті Бергіш-Гладбах іще одну реформаційну общину, яка у 1776 році створила власну церкву, сьогоднішню церкву Милості Божої. Дана община належала до дюсельдорфського класу. У той же час виникає лютеранська община. Злиття цих двох общин відбулося у 1817 р. та мало як результат утворення євангелістської общини. Після утворення Прусської Імперії, до якої належали дані території, об'єднання реформістів та лютеранців призвело до створення Євангелістської церкви Королівства Пруссія. Члени общини Бергіш-Гладбах у той час належали до мюльгаймського синоду, а отже до мюльгаймського класу і пізніше увійшли до благочиння м. Кельн в рамках рейнської провінційної церкви, із якої виникла теперішня Євангелістська церква Рейнської області. У 19 столітті у Бенсбергу знову придушено хвилю протестантизму. Усі богослужіння відбувалися у замку Бенсберг. Служба проводилася священиками із Бергіш-Гладбаху. У 1937/38 роках общині вдалося створити власну церкву. Після поділу кельнської регіональної церкви у 1964 р. церковні громади міста Бергіш-Гладбах до кельнсько-праворейнської церкви євангелістської общини м. Кельн Рейнської області.

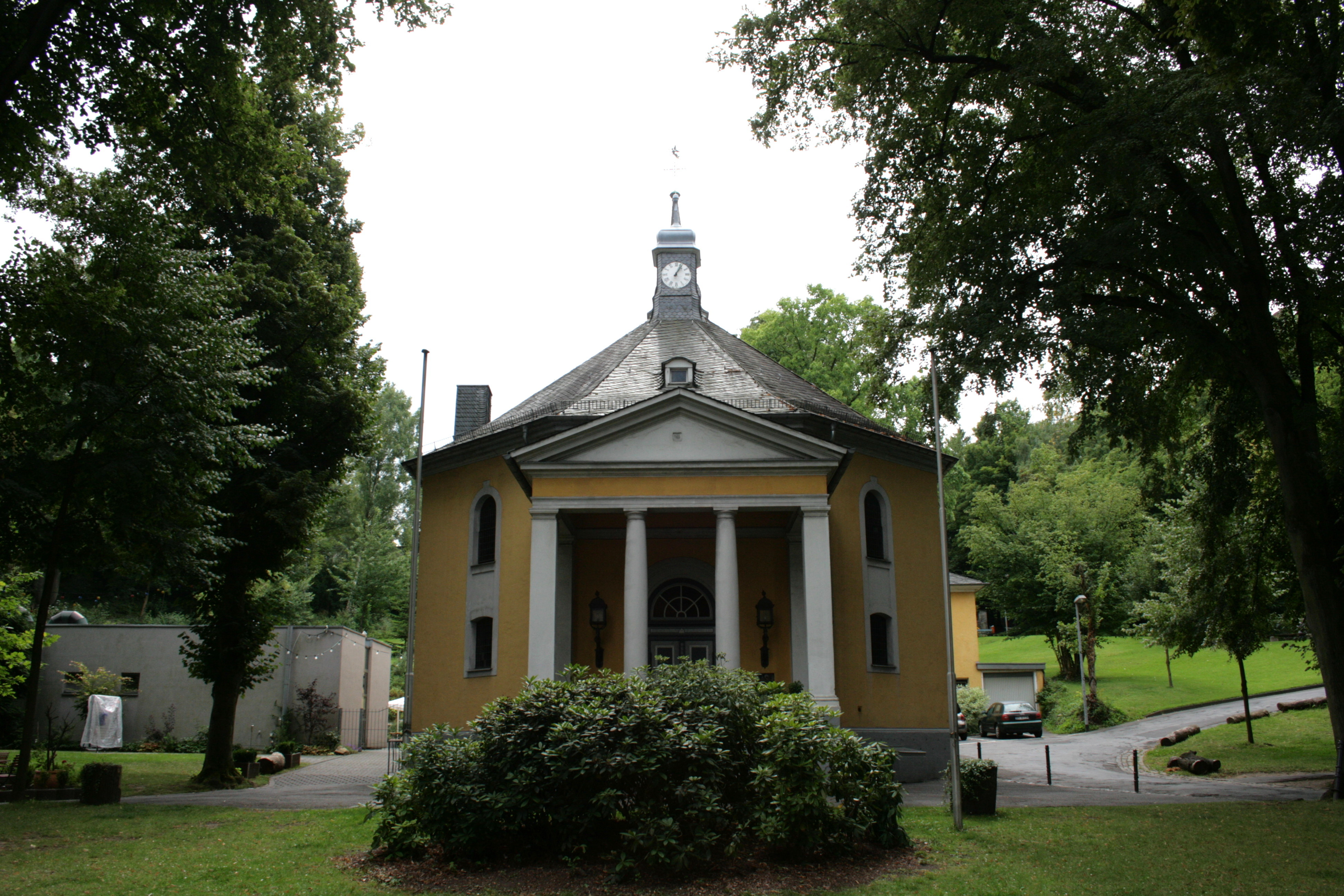
Євангельська кірха

До сучасних євангелістських церкв міста належать: церква Милості Божої, церква святого духа, церква миру господнього, церква Святого Джерела та церква святого Андрія (Andreaskirche) (усі у м. Бергіш-Гладбах), а також євангелістська церква Бенсберг.
Крім двох основних конфесій, у місті функціонують євангелістська вільна община (баптисти, братський рух), адвентисти сьомого дня, ново апостольська церква та вільна євангелістська громада. До ювілею — 150-річчя міста — у 2006 році видано документ «Розвиток релігійних общин у Бергіш-Гладбаху від 1945 року по сьогоднішній день».[4]
45,9 % жителів належать до римо-католицької церкви, 21,2 % із них євангелісти і близько 33 % представники інших релігій (мусульмани, алевіти, багаї, юдеї, тощо) чи люди, що не належать до жодної із конфесій.[5]

## Населення
У 1895 році у Бергіш-Гладбаху проживало 10 000 мешканців, до 1933 р. ця кількість подвоїлась і становила вже 20 000. До 1960-го знову відбулося подвоєння числа жителів міста — 40 000. 1 січня 1975 року Бергіш-Гладбах (51 771 мешканець 1974), найбільша частина міста Бенсберг (47 209 мешканців 1974) і адміністративний район Шільдген селища Оденталь об'єдналися в нове місто Бергіш-Гладбах. У 1977 році число мешканців Бергіш-Гладбаху перевищило 100 000, внаслідок чого місто віднесено до так званих «великих міст».
Таблиця з німецької статті показує кількість жителів відповідно до територіального складу. До 1810 року йшлося переважно про оцінювання, далі — про результати перепису населення (¹) або про офіційні дані відповідних статистичних відомств. Відомості, починаючи з 1871 р., стосувалися «місцевого населення», з 1925 р. — наявного населення, а з 1987-го — «населення в місцях переважного проживання». До 1871 року кількість мешканців встановлювалася за допомогою різноманітних методів обліку.

## Політика
Більшість населених пунктів на території сьогоднішнього Бергіш-Гладбаху до XIX століття залишалися відносно незначними. Уся територія управлялась амтманом та, відповідно, верховним амтманом в м. Порц. Починаючи з XVII ст. останній мав єдиного офіційного управителя. Йому підпорядковувалися голова ради в Бенсберзі, у компетенції якого було адміністрування та поліцейські функції, та, з іншого боку, адміністратор для торгівлі й податків. Обидва мали в Бергіш-Гладбасі свої представницькі органи, збирачів податків, управителів, посильних та присяжних. У 1808 р. в Бергіш-Гладбасі прийнято муніципальну конституцію. Після цього муніципальну владу очолив бургомістр, якому допомагали заступники. У 1813 р. з муніципального управління було утворено орган управління у складі бургомістра та місцевої ради, який було збережено також після міського референдуму 1856 р. Однак пізніше кількість депутатів міської ради зросла з 18 до 24. У XIX ст. Бенсберг мав також бургомістра та місцеву раду.
Під час перебування при владі націонал-соціалістів бургомістри обох громад призначалися від НСДАП. Після Другої світової війни Військова адміністрація Британської зони окупації призначила нового бургомістра і в 1946 р. ввела в дію міську конституцію за британським зразком. Згідно з нею почала діяти місцева рада, яка обиралась народом і члени якої були депутатами міської ради. Спочатку рада обирала зі свого складу бургомістра як голову та представника міста, який працював на громадських засадах, а з 1946 р. — штатного бургомістра як керівника міського самоуправління. З моменту об'єднання обох міст у 1975 році працювали одночасно і бургомістр, і керівник міського самоуправління. У 1999 році від подвійної верхівки у міській владі відмовились. З тих пір там є лише штатний бургомістр. Він є головою ради, керівником міського самоврядування та представником міста. З того часу він вибирається безпосередньо народом.
21 вересня 2003 року референдум перешкодив тому, щоб завод по переробці стічних вод міста Бергіш-Гладбах, включаючи усю каналізаційну мережу, став складовою частиною договору міжнародного лізингу Cross-Border-Leasing.

### Рада міста
Міська рада є місцевим народним представництвом міста Бергіш-Гладбах. Кожні п'ять років громадяни шляхом загального, безпосереднього, вільного, рівноправного та таємного голосування приймають рішення про передачу 62 місць.
Фракція BfBB (Зареєстроване товариство громадян міста Бергіш-Гладбах та Бенсбергу) розпущена. Два колишні члени ради BfBB вийшли з BfBB та утворили власну фракцію FWG. Один член BfBB (голова BfBB) вступив у фракцію DIE LINKE (ЛІВИХ). Влітку 2010 р. фракція була перейменована у DIE LINKE(ЛІВІ)/ BfBB.

## Герб
Герб міста Бергіш-Гладбах прикрашає золотий лев, що піднімається, з червоним язиком та червоними кігтями на зеленому фоні над срібною зубчатою смугою, під ним золота голова оленя, що спрямував свій погляд на нас. Герб було надано місту 6 квітня 1977 р. начальником окружного управління у Кельні.
Бергський лев — це геральдична тварина графства, потім герцогства Берг, котре у цій місцевості вже у ранні часи мало володіння. Його ми бачимо також на старому Бергському гербі міста Гладбах. Голова оленя запозичена зі старого Бенсбергського герба (зліва), та повинна вказувати на ліс, котрий відігравав у Бенсберзі важливу роль протягом історії. Зубчата смуга, що запозичена з історичного гербу графа фон Берг, повинна вказувати на Бергську землю та поєднувати символи обох міст. Вона була зображена також на старому бергському гербі міста Гладбах.

## Культура та визначні пам'ятки
Визначна пам'ятка, що відома за межами країни та є символом міста, — це ратуша у частині міста Бенсберг, що спочатку у народі була місцем суперечки (у народній мудрості: «Мавпяча скеля», це проект архітектора Готтфріда Бьома, котрий об'єднав новобудову зі старою замковою спорудою, замість того, щоб реставрувати останню. Цей самий архітектор створив також міський будинок Бергський лев, католицьку Церкву Серце Іісуса у районі міста Шільдген, а також навчально-виховний заклад для сиріт Вефанія у районі міста Рефрат. Католицька церква (баптистерій) у Рефраті — це напевно найстаріша споруда міста та Рейнсько-Бергського району. Вона була побудована у період з 10 по 12 сторіччя, та стоїть на фундаменті дерев'яної церкви 9 сторіччя. Також невеличке кладовище, що межує з нею, зі своїм старим надгробним каменем є визначною пам'яткою.
З наступних церков слід зазначити: Церкву святого Лаврентія, католицьку головну парафіяльну церкву у місті у ново-романському стилі, котра виникла завдяки багатьом будівельним фазам і тільки на початку 20-го століття була добудована; всередині гідні уваги насамперед фігури святих, датовані 1411 роком, та церковний скарб, крім того ще євангелічна Церква благодаті (evangelische Gnadenkirche), котра була побудована у 1776 році як реформаторська церква. У Бенсберзі парафіяльна церква св. Миколая є католицькою головною церквою. Евангелічна церква була споруджена тільки у 1937/38 роках.
Інші визначні пам'ятки міста: палац Бенсберг — це мисливський палац курфюрста Яна Веллема, збудований з 1703 по 1711 рр. венеціанським архітектором Маттео де Алберті, котрий також був описаний Й. В. Гете, палац Лербах (обидва палаци є сьогодні готелями та ресторанами класу «люкс»), фортеця Цвайфель (з 2004 р. вона є приватною власністю, та до неї нема вільного доступу) та Мальтійський округ духовно-лицарського ордена (нині готель та ресторан) у Херренштрундені. На Конрад-Аденауер-Платц, центральній вулиці міста Бергіш-Гладбах, знаходиться, збудована у 1905/1906 році в історичному стилі, ратуша архітектора Людвіга Боппа. Там розташовані також Вілла Цандерс та міський будинок Бергський лев. Колишній житловий будинок сім'ї виробників паперу Цандерсів має сьогодні у фонді Міську галерею Вілли Цандерсів. Розташований навпроти міський будинок Бергський лев, що також створений архітектором Готтфрідом Бьомом, пропонує чисельні театральні та концерні гастролі. До культурного життя належить також Будинок культури Цандерсів, де знаходяться Альтенбергський союз собору та паперово-історичний музей (колекція) Цандерсів, паперовий музей Старий Домбах, децентралізований музей LVR-промисловий музей, Бергський музей гірничої справи, ремісництва та промисловості, та шкільний музей Бергіш-Гладбах колекція Кюпперсів. Крім того, у центрі є музей дитячого садка, та у межовій частині Херкенрат є селянський дім-музей. Також мистецтво лялькового театру має свій початок у ляльковому павільйоні Бернсберга.
У житловому районі Бокенберга на височині знаходиться збудований у 1924 році архітектором Бернхардом Роттердамом як духовна семінарія будинок кардинала Шульте, у якому нині міститься Бернсбергська академія Томаса Мора з фінансуванням у парафіяльній раді Кельна.
Бергіш-Гладбах — це єдине місто з двома шеф-кухарями року, які згідно з Го-Мійо (Gault-Millau) (19 та 19,5 пунктів) отримали звання кухарів з чотирма чепчиками. Обидва були відмічені зірками Червоного туристичного гіда Мішлен (Michelin):
- Йоахім Вісслер (ресторан Вендоме (Vendome) у великому тризірковому готелі-люкс
- Нільс Хенкель (ресторан Гурман у палаці Лербах (Gourmetrestaurant Schloss Lerbach), двозірковий.

Міське товариство культури нагороджує раз на рік культурною премією DER BOPP вдалі членські та/або інші проєкти, що перевершили досягнення у певній сфері мистецького співробітництва. У 2010 році премія була надана вільному музичному театрові Viva l'Opera.

### Млини на Штрунде
Різноманітною є література про млини на річці Штрунде. Ніхто не може точно сказати, скільки всього їх було. У 1846 році нарахували 51 млин. Повністю функціональним залишився сьогодні тільки Іддельсфельдський млин.

## Економіка та інфраструктура

### Індустрія
Паперова фабрика M-real Zanders, котра бере свій початок у 1822 році, та протягом багатьох десятиліть була найбільшим роботодавцем міста, є тим часом частиною фінського концерну M-real ТОВ та компанія і командитне товариство Крюгер (Krüger GmbH & Co.KG) належить з 1970-х років до провідного виробника продуктів харчування Німеччини. Група видавництва Люббе (Verlagsgruppe Lübbe) з видавництвом Бастіон (Bastei-Verlag) до 2009 року мали своє місцеперебування у Бергіш-Гладбах.
У найбільшому багатофункціональному парку ремесел регіону Рейн-Берг, технологічному парку Бергіш-Гладбах на території 75 000 м² розташувалися близько 110 невеликих підприємств, що належать до середнього стану. Уже заплановані додаткові 55 000 м² для розповсюдження сфери впливу підприємств та нового розміщення підприємств. До цих фірм належить між іншим і Miltenyi Biotec.

### Транспорт

#### Вуличний рух
Через південну територію міста веде швидкісна автомобільна магістраль федерального значення А4 Кельн — Ольпе, котра на західній частині міста вже у кельнській території міста розходиться на А 3 Франфурт-Кельн-Оберхаузен. Крім того, федеральні державні дороги В 55 та В 506 проходять через територію міста.
Дозволені транспортні засоби: 71.051 (62.773 легкові автомобілі, 4.894 мотоцикли, 3.384 вантажні автомобілі), станом на 2005/2006 роки.

#### Громадське місцеве та приміське пасажирське сполучення
З вокзалу Бергіш-Гладбах у центрі міста здійснює рейси лінія міської залізниці 11 у 20-ти хвилинному ритмі подачі поїздів (з понеділка по п'ятницю), та в 30-ти хвилинному ритмі (у суботу/неділю) на Кельн та далі до аеропорту Дюссельдорф. При цьому, наступною станцією буде Дуктерат. Міська залізнична лінія 1 здійснює рейси від автовокзалу у житловому районі Бенсберг через Ноймаркт у Кельні на Кельн-Вайден. Подальше пряме сполучення з Кельном відбувається за допомогою автобуса-експреса 40 з Бенсбергського автовокзалу прямо до Кельнського головного вокзалу.
Автовокзал на станції міської залізниці (S-Bahnhof) у центрі міста та Бенсбергський автовокзал слугують за центральні вузлові станції та пересадочні станції як від автобусних ліній до міської залізниці, так і між автобусними лінями. Автобусне сполучення у Бергіш-Гладбах та на околицях міста здійснюється двома різними підприємствами, Автомобільне сполучення Вуппер-Зіг (wupsi) та місцевим сполученням Кельну, діє єдиний тариф транспортного об'єднання Рейн-Зіг. Товариство міського транспорту Бергіш-Гладбах з обмеженою відповідальністю є уповноваженим виконавцем по громадському місцевому чи приміському пасажирському сполученню у Бергіш-Гладбах.

## Засоби масової інформації
Денні газети — Кельнський огляд (Kölnische Rundschau) та Кельнський путівник по місту (Kölner Stadt-Anzeiger) підтримують місцеві редакції у центрі міста, котрі є відповідальними за буденні частини публікацій, що мають місцеве значення.
Бергський торговий бюлетень Бергіше Хандельблятт (Bergische Handelsblatt), щотижневий безкоштовний носій інформації з рекламою, направленою безпосередньо на кінцевого споживача, у газетному форматі з редакційним основним наголосом на місцеві події в регіоні, знаходиться у Бергіш-Гладбах.
У Бергіш-Гладбах виходять два щотижневі журнали: GLkompakt для всіх бюджетів (домашніх господарств) у Бергіш-Гладбах, а також Franzz, що розповсюджується у пивних, та інших подібних закладах.
Приватна радіостанція Радіо Берг, що забезпечує територію транслювання Бергська Земля, та з початку 2005 року знаходиться у сусідній громаді Кюртен. До 2004 року місцевий радіотранслятор знаходився у технологічному парку Бергіш-Гладбах поблизу частини міста Моітцфельд.

## Громадські установи
Бергіш-Гладбах є місцем знаходження районного управління рейнсько-бергського округу. Бергіш-Гладбах-Bensberg з 1983 року є місцем перебування федерального управління по вуличному руху Bundesanstalt für Strassenwesen, а також станції по землетрусам Бенсберг (установа університету Кельна). У районі міста Моітцфельд знаходиться головне об'єднання лікарняної каси союзу ремісників (Федеральний союз IKK (IKK-Bundesverband).

## Заходи
- Кожного року восени відбуваються Бергські дні будівельників (Bergische Bautage).
- У квітні 2008 року рейнсько-бергський округ проводить у Бергіш-Гладбах перший день рейнсько-бергської історії (Tag der Rheinisch-Bergischen Geschichte).

## Цікаві факти
У місті Буча є площа Бергіш Гладбах, що названа на честь міста-побратима.

## Відомі жителі міста
- Гайді Клум — німецька топ-модель, акторка та телеведуча
- Фабіан Гамбюхен — німецький гімнаст, олімпійський медаліст
- Матс Гуммельс — німецький футболіст
- Георг Кох — німецький футболіст
- Тім Візе — німецький футбольний воротар
- Бастіан Очіпка — німецький футболіст
- Керстін Гір (* 1966) — німецька письменниця